# Зейнсвілл (Огайо)
Зейнсвілл (англ. Zanesville) — місто (англ. city) в США, в окрузі Маскінґам штату Огайо. Населення — 24 765 осіб (2020).

## Географія
Зейнсвілл розташований за координатами 39°57′25″ пн. ш. 82°0′43″ зх. д. / 39.95694° пн. ш. 82.01194° зх. д. (39.957027, -82.011954).  За даними Бюро перепису населення США в 2010 році місто мало площу 31,45 км², з яких 30,48 км² — суходіл та 0,97 км² — водойми.

### Клімат
| Клімат : Зейнсвілл    | Клімат : Зейнсвілл | Клімат : Зейнсвілл | Клімат : Зейнсвілл | Клімат : Зейнсвілл | Клімат : Зейнсвілл | Клімат : Зейнсвілл | Клімат : Зейнсвілл | Клімат : Зейнсвілл | Клімат : Зейнсвілл | Клімат : Зейнсвілл | Клімат : Зейнсвілл | Клімат : Зейнсвілл | Клімат : Зейнсвілл |
| Показник              | Січ.               | Лют.               | Бер.               | Квіт.              | Трав.              | Черв.              | Лип.               | Серп.              | Вер.               | Жовт.              | Лист.              | Груд.              | Рік                |
| Середній максимум, °C | 2,8                | 5,1                | 10,8               | 17,4               | 22,3               | 26,9               | 28,7               | 28,2               | 24,4               | 18,1               | 11,6               | 4,8                | 16,8               |
| Середній мінімум, °C  | −6,4               | −5,1               | −1,1               | 4,3                | 9,4                | 14,4               | 16,8               | 15,9               | 11,6               | 5,4                | 0,8                | −4,1               | 5,2                |
| Норма опадів, мм      | 68                 | 55                 | 76                 | 87                 | 106                | 103                | 96                 | 82                 | 76                 | 66                 | 80                 | 66                 | 961                |
| Днів з опадами        | 13,4               | 10,9               | 12,2               | 13,0               | 13,2               | 11,3               | 10,6               | 9,5                | 8,9                | 9,6                | 11,2               | 12,7               | 136,5              |
| Днів зі снігом        | 7,7                | 4,5                | 3,7                | ,8                 | 0                  | 0                  | 0                  | 0                  | 0                  | ,1                 | 1,5                | 4,2                | 22,5               |
| --------------------- | ------------------ | ------------------ | ------------------ | ------------------ | ------------------ | ------------------ | ------------------ | ------------------ | ------------------ | ------------------ | ------------------ | ------------------ | ------------------ |
| Джерело: NOAA         |                    |                    |                    |                    |                    |                    |                    |                    |                    |                    |                    |                    |                    |

## Демографія
Згідно з переписом 2010 року, у місті мешкало 25 487 осіб у 10 864 домогосподарствах у складі 6176 родин. Густота населення становила 810 осіб/км².  Було 12385 помешкань (394/км²).
Расовий склад населення:
| - 84,4 % — білих - 9,7 % — чорних або афроамериканців - 0,4 % — корінних американців - 0,4 % — азіатів |

До двох чи більше рас належало 4,7 %. Частка іспаномовних становила 1,2 % від усіх жителів.
За віковим діапазоном населення розподілялося таким чином: 25,1 % — особи молодші 18 років, 59,7 % — особи у віці 18—64 років, 15,2 % — особи у віці 65 років та старші. Медіана віку мешканця становила 36,3 року. На 100 осіб жіночої статі у місті припадало 87,3 чоловіків;  на 100 жінок у віці від 18 років та старших — 81,5 чоловіків також старших 18 років.
Середній дохід на одне домашнє господарство  становив 37 692 долари США (медіана — 26 268), а середній дохід на одну сім'ю — 43 579 доларів (медіана — 33 436). Медіана доходів становила 33 167 доларів для чоловіків та 27 085 доларів для жінок. За межею бідності перебувало 31,4 % осіб, у тому числі 47,5 % дітей у віці до 18 років та 11,6 % осіб у віці 65 років та старших.
Цивільне працевлаштоване населення становило 9437 осіб. Основні галузі зайнятості: освіта, охорона здоров'я та соціальна допомога — 26,4 %, роздрібна торгівля — 17,4 %, мистецтво, розваги та відпочинок — 13,9 %.

## Персоналії
- Отіс Герлан (1865-1940) — американський актор.